# Гелон (син Діномена)
Гелон (дав.-гр. Γελωνός)  — тиран Гели (491—478 до н. е.) і тиран Сиракуз (485—478 до н. е.). Був сином Діномена. Від нього пішла династія сиракузьких тиранів Діноменідів.

## Предки
Родина Гелона походила з острова Телос, розташованого неподалік від Родоса. Ця сім'я брала участь у заснуванні Гели. Мала спадкову посаду єрофанта культу Деметри й Кори.

## Захоплення влади у Гелі
Після смерті тирана Гіппократа у Гелі спалахнуло повстання демосу, який виступив проти тиранії багатих та знатних. Під гаслом захисту інтересів синів Гіппократа — Евкліда та Клеандра — Гелон, керівник вершників, з військами з-під Гібли вирушив до Гели. Він швидко захопив Гелу, але користувався владою особисто.
Після встановлення тиранії у Гелі разом з тираном Фероном з Акраганта (Гелон до того ж був одружений з донькою Ферона — Дамаретою) розпочав війну проти Карфагену, який займав захід Сицилії. Ця війна тривала з перемінним успіхом.

## Тиран Сіракуз
Того часу з Сіракуз були вигнані геомори, колишні володарі міста. Вони запросили Гелона на допомогу. Після цього, у 485 році, тиран Гели вирушив до Сіракуз та легко здобув місто, демос сам передав правління до його рук. Формально Гелон не займав якоїсь посади у полісі, але по суті був повновладним господарем Сіракуз. Владу над Гелою він передав своєму брату Гієрону.
Гелон повернув права та майно геоморам. А щоб мати міцну опору всередині міської громади він зробив громадянами Сіракуз 10 тисяч найманців, яких привів із собою, так званих «місфофорів» (μισθοφόρους). Проте сіракузці проти цього не заперечували, адже тиран виявляв щедрість не лише до своїх прихильників і намагався забезпечити власною землею усіх містян, які її не мали.
При цьому Гелон не був прихильником майнової рівності, навпаки виплекав нову верству великих власників, яких в Сіракузах іменували іппеями, а в історичній літературі зазвичай називають олігархією.
Гелон проводив політику обмеження волі залежних міст або їх повного знищення. Так, більшість населення було переселено з міст Камарина, Евбея, Мегара Гіблейська.

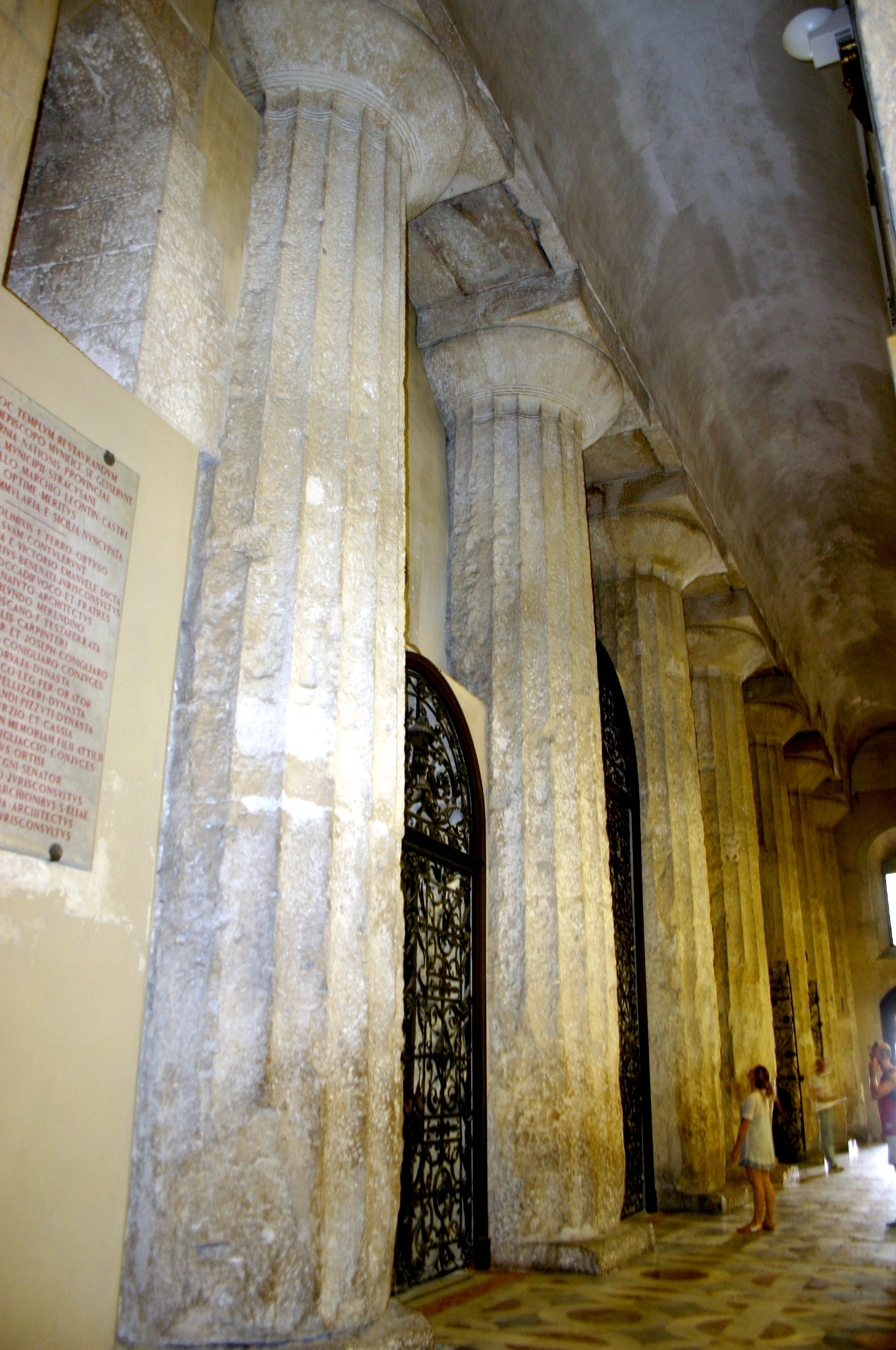
Колони храму Афіни, зведеного Гелоном

У 480 до н. е. карфагенська армія висадилася на заході острова. Ферон запросив зятя на допомогу. Гелон привів під Гімеру на з'єднання з Фероном 50 тисяч піхотинців та 5 тисяч вершників. Під цим містом сицилійські греки розбили карфагенян. Карфаген вимушений був вдовольнитися західною Сицилією та виплатити Гелону та Ферону 2 тисячі срібних талантів, побудувати 2 храми.
Після цієї перемоги більшість міст острова почали шукали союзу з переможцями. Це зробили сукули та сикани з міст Селінунт та Регій, тиран останніх Анаксілай видав свою доньку за брата Гелона Гієрона. Більшість Сицилії з цього часу контролював Гелон.
У пам'ять про цю визначну перемогу Гелон збудував в центри Сиракуз новий храм Афіни, колони якого і досі можна побачити в місцевому соборі. Гелон пожертвував золотий триножник із золотою Нікою Дельфам (див. також Дельфійський оракул), такі ж дарунки здійснили брати Гелона — Гієрон, Полізал, Фрасібул. На Парнасі було встановлено величезний монумент.
У 478 році до н. е. Гелон помер від водянки.

## Цікавий факт
Гелон був переможцем Олімпійських ігор 488 року до н. е. у перегонах на квадризі.